# Charoen Wattanasin

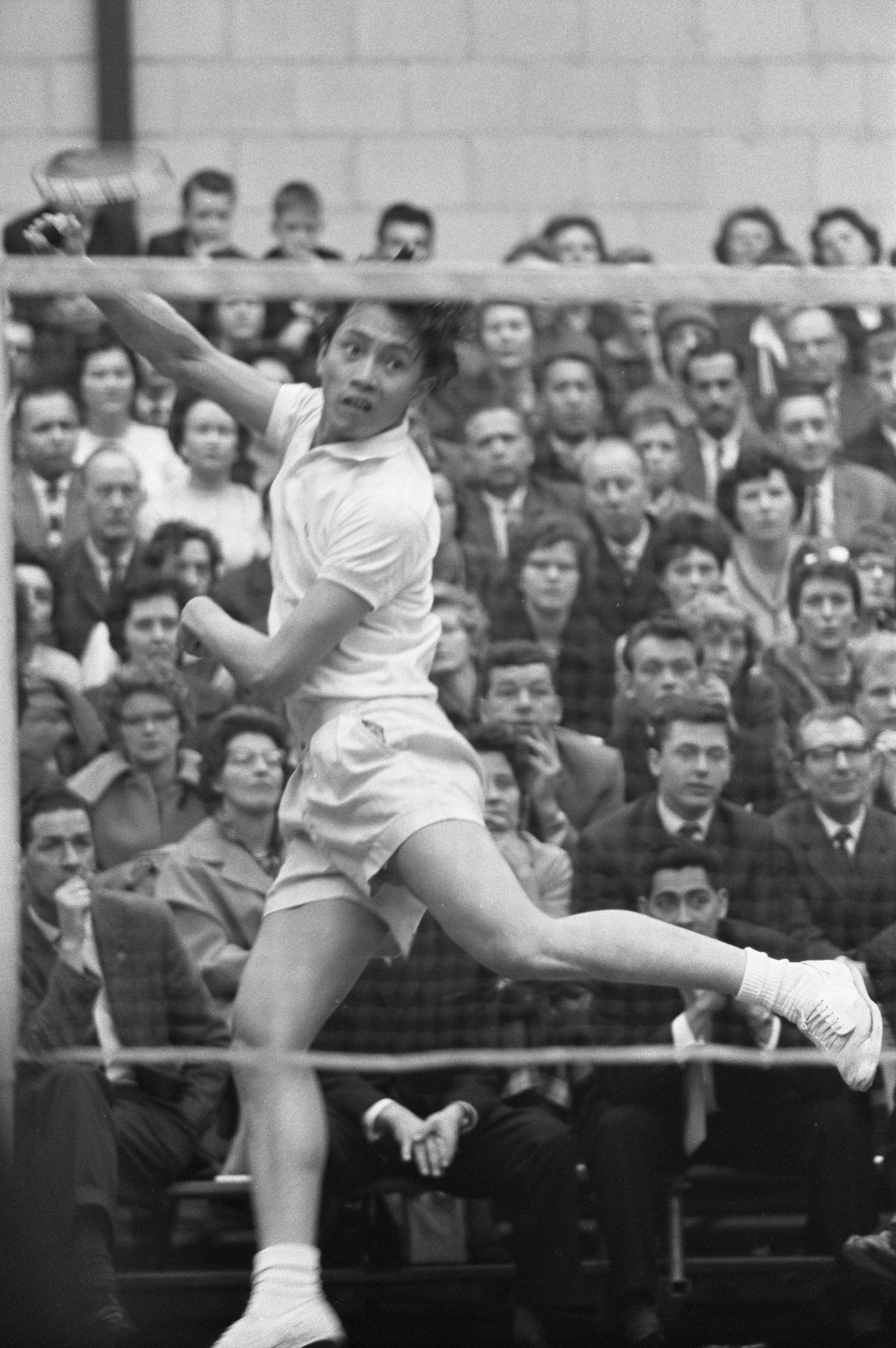
Charoen Wattanasin 1962

Charoen Wattanasin (Thai: เจริญ วรรธนะสิน; * 4. April 1937) ist ein ehemaliger thailändischer Badmintonspieler.

## Sportliche Karriere
In seiner Heimat siegte er erstmals 1957 im Herrendoppel mit Prida Vongakarakul. Ein Jahr später gewann er bei den thailändischen Meisterschaften erneut das Herrendoppel, diesmal mit Kamal Sudthivanich an seiner Seite.
International siegte er zwischen 1958 und 1962 im Herreneinzel bei den   Malaysia Open, Irish Open, Scottish Open, Norwegian International und den French Open. 1960 und 1962 stand er im Finale der All England, verlor aber beide Male gegen Erland Kops aus Dänemark. Bei den Südostasienspielen 1959 holte er Silber im Einzel und Gold im Doppel (zusammen mit Kamal Sudthivanich), bei den Asienspielen 1966 Bronze im Mixed mit Sila Ulao.
Im neuen Jahrtausend wurde er Präsident des thailändischen Badmintonverbandes.